# Malcesine - Veduta del Lago di Garda
Malcesine - Veduta del Lago di Garda è un dipinto di Francesco Arata. Eseguito nel 1935, appartiene alle collezioni d'arte della Fondazione Cariplo.

## Storia
Il dipinto, eseguito nel 1935, fu esposto l'anno successivo alla VII Mostra del Sindacato interprovinciale fascista di belle arti, allestita negli ambienti del Palazzo della Permanente a Milano; nel 1937 era presente alla II Mostra sindacale provinciale a Cremona e in quell'occasione venne acquistato dalla Fondazione Cariplo. Se ne persero le tracce per diversi decenni, pur rimanendo nota una riproduzione fotografica in bianco e nero. Venne infine esposto nel 1995 alla mostra Tesori d'arte delle banche lombarde, allestita a Milano.

## Descrizione
Si tratta di un paesaggio lacustre dalla notevole sensibilità e dal solido impianto disegnativo e compositivo, dipinto en plein air, come Arata aveva ricominciato a fare dopo una fase in cui la produzione maggiore era quella effettuata in studio, avendo per soggetti più ricorrenti la figura umana e la natura morta, in ossequio ai dettami novecentisti.